# Греция на летних Олимпийских играх 1992
Греция принимала участие в Летних Олимпийских играх 1992 года в Барселоне (Испания) в двадцать второй раз за свою историю, и завоевала две золотые медали. Сборную страны представляли 14 женщин.

## 01!Золото
- Лёгкая атлетика, женщины, 100 метров с барьерами — Параскеви Патулиду.
- Тяжёлая атлетика, мужчины — Пиррос Димас.

## Результаты соревнований

### Академическая гребля
В следующий раунд из каждого заезда проходили несколько лучших экипажей (в зависимости от дисциплины). В финал A выходили 6 сильнейших экипажей, остальные разыгрывали места в утешительных финалах B-D.
Мужчины
| Соревнование | Спортсмены            | Предварительный заезд | Предварительный заезд | Предварительный заезд | Отборочный заезд | Отборочный заезд | Отборочный заезд | Полуфинал     | Полуфинал     | Полуфинал     | Финал   | Финал   | Итоговое место |
| Соревнование | Спортсмены            | Заезд                 | Время                 | Место                 | Заезд            | Время            | Место            | Заезд         | Время         | Место         | Время   | Место   | Итоговое место |
| ------------ | --------------------- | --------------------- | --------------------- | --------------------- | ---------------- | ---------------- | ---------------- | ------------- | ------------- | ------------- | ------- | ------- | -------------- |
| одиночки     | Константинос Кариотис | 3                     | 7:23,00               | 4                     | 4                | 7:01,57          | 1 Q              | Полуфинал A/B | Полуфинал A/B | Полуфинал A/B | Финал B | Финал B | 11             |
| одиночки     | Константинос Кариотис | 3                     | 7:23,00               | 4                     | 4                | 7:01,57          | 1 Q              | 1             | 7:12,91       | 5             | 7:19,47 | 5       | 11             |